# Raúl Belén
Raúl Belén (1 de julho de 1931 - 22 de agosto de 2010) foi um futebolista argentino que competiu na Copa do Mundo FIFA de 1962.